# Mistrzostwa Europy w Lekkoatletyce 2010 – bieg na 800 m kobiet
Bieg na 800 metrów kobiet – jedna z konkurencji rozegranych podczas lekkoatletycznych mistrzostw Europy na Estadi Olímpic Lluís Companys w Barcelonie.
W konkurencji rywalizowała jedna reprezentantka Polski: Angelika Cichocka.

## Terminarz
| Data     | Godzina |            |
| -------- | ------- | ---------- |
| 27 lipca | 20:10   | Eliminacje |
| 30 lipca | 21:50   | Finał      |

## Rezultaty

### Eliminacje
Rozegrano trzy biegi eliminacyjne – awans do finału dawało zajęcie pierwszych dwóch miejsc w każdym biegu (Q), a skład ostatniej rundy uzupełniły dwie zawodniczki z najlepszymi czasami wśród przegranych (q).
| Poz. | Bieg | Zawodniczka        | Reprezentacja   | Rezultat | Uwagi |
| ---- | ---- | ------------------ | --------------- | -------- | ----- |
| 1    | 2    | Swietłana Kluka    | Rosja           | 1:58.89  | Q, SB |
| 2    | 2    | Jennifer Meadows   | Wielka Brytania | 1:58.90  | Q     |
| 3    | 2    | Mayte Martínez     | Hiszpania       | 1:59.12  | q, SB |
| 4    | 3    | Jemma Simpson      | Wielka Brytania | 1:59.18  | Q     |
| 5    | 2    | Lucia Klocová      | Słowacja        | 1:59.31  | q, SB |
| 6    | 2    | Julija Krewsun     | Ukraina         | 1:59.44  |       |
| 7    | 1    | Maria Sawinowa     | Rosja           | 1:59.71  | Q     |
| 8    | 3    | Lenka Masná        | Czechy          | 1:59.71  | Q, PB |
| 9    | 3    | Elisa Cusma        | Włochy          | 1:59.80  |       |
| 10   | 1    | Yvonne Hak         | Holandia        | 2:00.35  | Q     |
| 11   | 3    | Natala Lupu        | Ukraina         | 2:00.50  |       |
| 12   | 3    | Eléni Filándra     | Grecja          | 2:00.88  | PB    |
| 13   | 3    | Angelika Cichocka  | Polska          | 2:01.17  | PB    |
| 14   | 1    | Eglė Balčiūnaitė   | Litwa           | 2:01.19  |       |
| 15   | 2    | Claudia Hoffmann   | Niemcy          | 2:01.19  |       |
| 16   | 3    | Tatiana Andrianowa | Rosja           | 2:01.23  |       |
| 17   | 1    | Marilyn Okoro      | Wielka Brytania | 2:01.33  | SB    |
| 18   | 3    | Irene Alfonso      | Hiszpania       | 2:01.61  | SB    |
| 19   | 2    | Rose-Anne Galligan | Irlandia        | 2:01.76  | PB    |
| 20   | 2    | Daniela Reina      | Włochy          | 2:01.94  |       |
| 21   | 1    | Olga Cristea       | Mołdawia        | 2:02.31  | SB    |
| 22   | 1    | Swiatłana Usowicz  | Białoruś        | 2:02.74  |       |
| 23   | 1    | Elián Périz        | Hiszpania       | 2:03.55  |       |
| 24   | 1    | Olha Zawhorodnia   | Ukraina         | 2:03.58  |       |

### Finał
| Poz. | Tor | Zawodniczka      | Reprezentacja   | Czas    | Uwagi |
| ---- | --- | ---------------- | --------------- | ------- | ----- |
|      | 4   | Maria Sawinowa   | Rosja           | 1:58.22 |       |
|      | 7   | Yvonne Hak       | Holandia        | 1:58.85 | PB    |
|      | 6   | Jennifer Meadows | Wielka Brytania | 1:59.39 |       |
| 4    | 2   | Lucia Klocová    | Słowacja        | 1:59.48 |       |
| 5    | 5   | Jemma Simpson    | Wielka Brytania | 1:59.90 |       |
| 6    | 1   | Lenka Masná      | Czechy          | 1:59.91 |       |
| 7    | 8   | Mayte Martínez   | Hiszpania       | 1:59.97 |       |
| 8    | 3   | Swietłana Kluka  | Rosja           | 2:00.15 |       |